# Công thức Euler

Công thức Euler.

Công thức Euler là một công thức toán học trong ngành giải tích phức, được xây dựng bởi nhà toán học người Thụy Sĩ Leonhard Euler. Công thức chỉ ra mối liên hệ giữa hàm số lượng giác và hàm số mũ phức.
Cụ thể, với mọi số thực x, ta có:
{\displaystyle e^{ix}=\cos(x)+i\sin(x)\ }
Ở đây e là cơ số logarit tự nhiên, i là đơn vị của số phức, và cos và sin lần lượt là các hàm số lượng giác cosin và sin. Học sinh Anh, Mỹ còn viết là cis x vì các chữ cái c, i, s nhắc nhở đến cos, i, sin.
Khai triển từ công thức trên, các hàm số:{\displaystyle \cos x\ } và:{\displaystyle \sin x\ } có thể được viết dưới dạng sau:
{\displaystyle {\begin{aligned}\cos x&=\operatorname {Re} \left(e^{ix}\right)={\frac {e^{ix}+e^{-ix}}{2}},\\\sin x&=\operatorname {Im} \left(e^{ix}\right)={\frac {e^{ix}-e^{-ix}}{2i}}.\end{aligned}}}
Trường hợp đặc biệt: khi: {\displaystyle x=\pi \ }, ta có:{\displaystyle e^{i\pi }=\cos(\pi )+i\sin(\pi )=-1\ }, từ đó dẫn đến công thức rút gọn nổi tiếng: 
{\displaystyle e^{i\pi }+1=0\ }

## Chứng minh

### Bằng cách sử dụng chuỗi Taylor
Sau đây là một cách chứng minh công thức Euler bằng cách sử dụng khai triển chuỗi Taylor cũng như các tính chất cơ bản về lũy thừa của số i:
{\displaystyle {\ddot {a}}i^{0}=1\,v3}
{\displaystyle i^{1}=i\,}
{\displaystyle i^{2}=-1\,}
{\displaystyle i^{3}=-i\,}
{\displaystyle i^{4}=1\,}
{\displaystyle i^{5}=i\,}
{\displaystyle \vdots }
Các hàm ex, cos(x) và sin(x) (với giả sử x là số thực) có thể được viết như sau:
{\displaystyle e^{x}=1+x+{\frac {x^{2}}{2!}}+{\frac {x^{3}}{3!}}+\cdots }
{\displaystyle \cos x=1-{\frac {x^{2}}{2!}}+{\frac {x^{4}}{4!}}-{\frac {x^{6}}{6!}}+\cdots }
{\displaystyle \sin x=x-{\frac {x^{3}}{3!}}+{\frac {x^{5}}{5!}}-{\frac {x^{7}}{7!}}+\cdots }
Do bán kính hội tụ của mỗi chuỗi nêu trên là vô hạn, chúng ta có thể thay thế x bởi iz, với z là số phức. Khi đó:
{\displaystyle e^{iz}=1+iz+{\frac {(iz)^{2}}{2!}}+{\frac {(iz)^{3}}{3!}}+{\frac {(iz)^{4}}{4!}}+{\frac {(iz)^{5}}{5!}}+{\frac {(iz)^{6}}{6!}}+{\frac {(iz)^{7}}{7!}}+{\frac {(iz)^{8}}{8!}}+\cdots }
{\displaystyle =1+iz-{\frac {z^{2}}{2!}}-{\frac {iz^{3}}{3!}}+{\frac {z^{4}}{4!}}+{\frac {iz^{5}}{5!}}-{\frac {z^{6}}{6!}}-{\frac {iz^{7}}{7!}}+{\frac {z^{8}}{8!}}+\cdots }
{\displaystyle =\left(1-{\frac {z^{2}}{2!}}+{\frac {z^{4}}{4!}}-{\frac {z^{6}}{6!}}+{\frac {z^{8}}{8!}}-\cdots \right)+i\left(z-{\frac {z^{3}}{3!}}+{\frac {z^{5}}{5!}}-{\frac {z^{7}}{7!}}+\cdots \right)}
{\displaystyle =\cos(z)+i\sin(z)\,}
Việc sắp xếp lại các số hạng là thích hợp do mỗi chuỗi đều là chuỗi hội tụ tuyệt đối. Lấy z = x là một số thực sẽ dẫn đến đẳng thức nguyên thủy mà Euler đã khám phá ra.

### Bằng cách sử dụng phép tính vi tích phân
Xét hàm số {\displaystyle f} xác định bởi:
{\displaystyle f(x)={\frac {e^{ix}}{\cos x+i\sin x}}}
Ta sẽ chứng minh rằng {\displaystyle \cos {x}+i\sin {x}\,} khác 0 với mọi x
Thật vậy; giả sử {\displaystyle \cos {x}+i\sin {x}=0\,} thì {\displaystyle \cos {x}=-i\sin {x}\,}; do đó {\displaystyle \cos ^{2}{x}=-\sin ^{2}{x}\,}; vậy {\displaystyle \cos ^{2}{x}+\sin ^{2}{x}=0\,} (vô lý)
Do đó mẫu của:{\displaystyle f\ } khác 0
Bây giờ tính đạo hàm của:{\displaystyle f\ } theo quy tắc chia; dễ thấy {\displaystyle f'(x)=0\forall x}
Vì vậy:{\displaystyle f\ } phải là hàm hằng; có nghĩa là với mọi:{\displaystyle y\ } thì
{\displaystyle f(x)=f(y)\ }
Bây giờ cho:{\displaystyle y=0\ } ta thấy:{\displaystyle f(0)=1\ }; do đó:{\displaystyle f(x)=1\forall x}
vậy {\displaystyle e^{ix}=\cos x+i\sin x\forall x}

### Bằng cách sử dụng phương trình vi phân thường
Xét hàm số {\displaystyle f(x)} xác định bởi
{\displaystyle f(x)\equiv e^{ix}.\ }
Chú ý rằng {\displaystyle i} là hằng số, đạo hàm bậc nhất và bậc hai của {\displaystyle f(x)} sẽ là
{\displaystyle f'(x)=ie^{ix}\ }
{\displaystyle f''(x)=i^{2}e^{ix}=-e^{ix}\ }
do {\displaystyle i^{2}=-1} theo định nghĩa. Từ đó chúng ta xây dựng phương trình vi phân thường tuyến tính có bậc 2 như sau:
{\displaystyle f''(x)=-f(x)\ }
hay
{\displaystyle f''(x)+f(x)=0.\ }
Đây là một phương trình vi phân thường bậc 2, do đó nó sẽ có hai nghiệm độc lập tuyến tính là:
{\displaystyle f_{1}(x)=\cos(x)\ }
{\displaystyle f_{2}(x)=\sin(x).\ }
Cả {\displaystyle \cos(x)} và {\displaystyle \sin(x)} đều là các hàm số thực có đạo hàm bậc hai đồng nhất với giá trị âm của chính nó. Ngoài ra, bất kỳ một tổ hợp tuyến tính nào của các nghiệm của một phương trình vi phân thuần nhất cũng sẽ lại là một nghiệm của nó. Do vậy, nghiệm tổng quát của phương trình vi phân đã nêu là
| {\displaystyle f(x)\,} | {\displaystyle =Af_{1}(x)+Bf_{2}(x)\ } |
|                        | {\displaystyle =A\cos(x)+B\sin(x)\ }   |
với mọi hằng số {\displaystyle A} và {\displaystyle B.} Tuy nhiên, không phải mọi giá trị của các hằng số này đều thỏa mãn điều kiện ban đầu của hàm {\displaystyle f(x)}:
{\displaystyle f(0)=e^{i0}=1\ }
{\displaystyle f'(0)=ie^{i0}=i\ }.
Các điều kiện ban đầu giống nhau này (áp dụng cho nghiệm tổng quát) sẽ dẫn đến kết quả sau
{\displaystyle f(0)=A\cos(0)+B\sin(0)=A\ }
{\displaystyle f'(0)=-A\sin(0)+B\cos(0)=B\ }
Từ đó cho
{\displaystyle f(0)=A=1\ }
{\displaystyle f'(0)=B=i\ }
và sau cùng là
{\displaystyle f(x)\equiv e^{ix}=\cos(x)+i\sin(x).\ }